# Concours musical international Reine Élisabeth de Belgique 2015
Le Concours musical international Reine Élisabeth de Belgique, session 2015, est consacré au violon.
Le concerto imposé est ...aussi peu que les nuages...de Michael Jarrell.
La Sud-Coréenne Lim Ji-Young remporte le concours.

## Lauréats

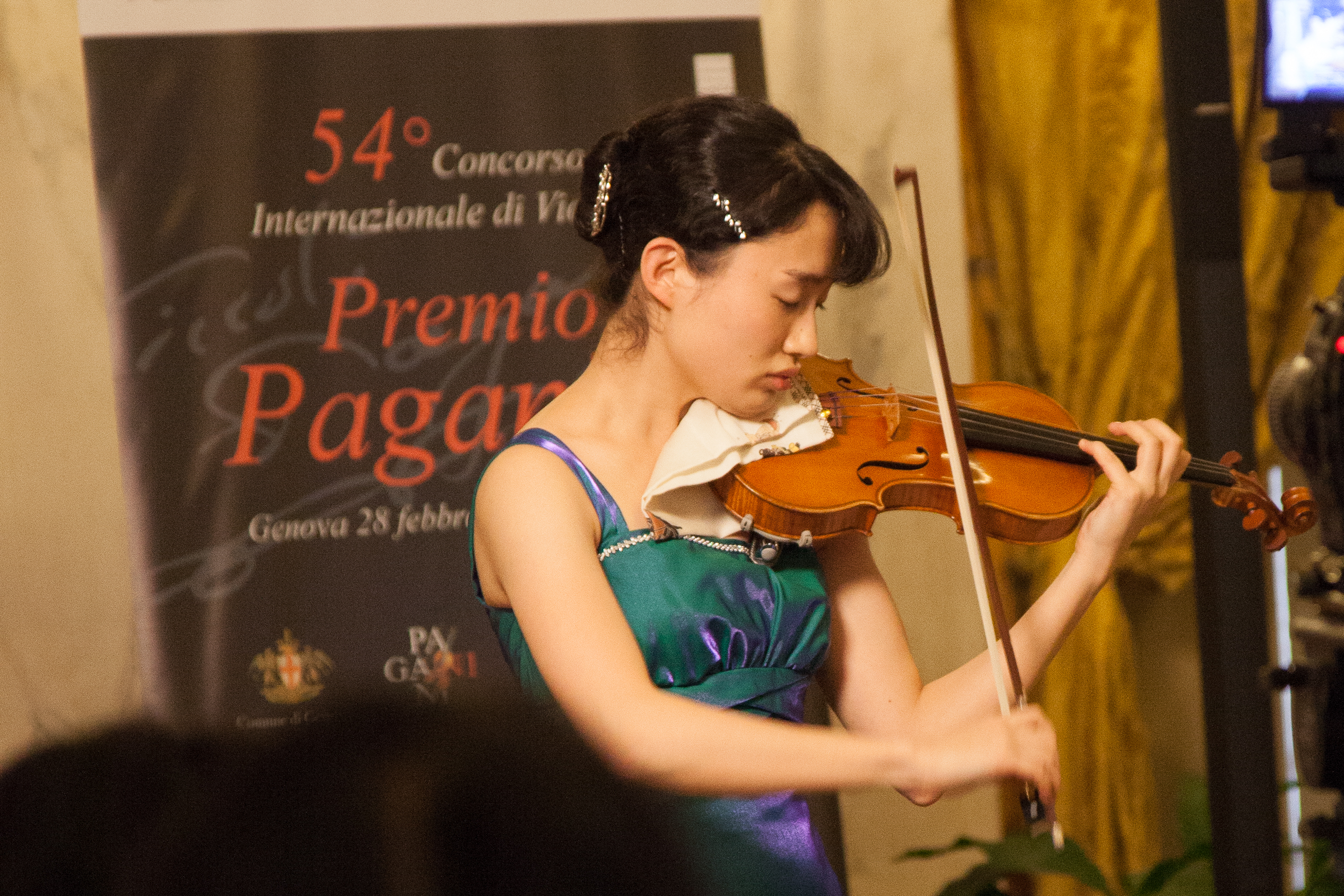
Fumika Mohri, sixième lauréat.

- Premier prix : Lim Ji-Young (Corée du Sud)
- Deuxième prix : Oleksii Semenenko (Ukraine)
- Troisième prix : William Hagen (USA)
- Quatrième prix : Tobias Feldmann (de) (Allemagne)
- Cinquième prix : Stephen Waarts (USA)
- Sixième prix : Fumika Mohri (Japon)

Selon le règlement du concours, aucun classement n'est établi entre les finalistes au-delà du sixième prix. Les six derniers lauréats, listés par ordre alphabétique : 
- Bomsori Kim (Corée du Sud)
- Ji Yoon Lee (Corée du Sud)
- Thomas Reif (Allemagne)
- Kenneth Renshaw (en) (USA)
- Xiao Wang (Chine)
- Ching-Yi William Wei (Taïwan)